# تيم هيدكر
تيم هيدكر (بالإنجليزية: Tim Heidecker)‏ هو منتج تلفزيوني وكاتب سيناريو ومخرج وممثل أمريكي، ولد في 3 فبراير 1976 في الولايات المتحدة.

## أعمال

### أفلام
- (2011) الإشبينات[4]
- (2015) عطلة
- (2015) فنتاستك فور[5]
- (2018) الرجل النملة والدبورة
- (2019) نحن

## وصلات خارجية
- تيم هيدكر على موقع IMDb (الإنجليزية)
- تيم هيدكر على موقع ألو سيني (الفرنسية)
- تيم هيدكر على موقع ميوزك برينز (الإنجليزية)
- تيم هيدكر على موقع أول موفي (الإنجليزية)
- تيم هيدكر على موقع إن إن دي بي (الإنجليزية)
- تيم هيدكر على موقع أول ميوزيك (الإنجليزية)
- تيم هيدكر على موقع ديسكوغز (الإنجليزية)
- تيم هيدكر على موقع قاعدة بيانات الفيلم (الإنجليزية)
- تيم هيدكر على موقع كينوبويسك (الروسية)